# Pleurothallis purdomae
Pleurothallis purdomae är en orkidéart som beskrevs av Oakes Ames och Purdom. Pleurothallis purdomae ingår i släktet Pleurothallis och familjen orkidéer.
Artens utbredningsområde är Panamá. Inga underarter finns listade i Catalogue of Life.